# Крутий узвіз (Київ)
Крути́й узвіз — вулиця у Печерському районі міста Києва, місцевості Бессарабка, Липки. Пролягає від Бессарабської площі до Круглоуніверситетської вулиці (у верхній частині).
Прилучаються вулиці Басейна, Круглоуніверситетська (вперше), Кропивницького і Дарвіна. Між вулицями Дарвіна і Круглоуніверситетською (верхня частина) Крутий узвіз пролягає у формі сходів, проїжджа частина тут відсутня.

## Історія
Виник у 1-й половині XIX століття. Деякий час побутувала назва узвіз Пащенка (від прізвища домовласника). Спершу пролягав до Лютеранської вулиці. У 1836–1837 частину Крутого узвозу приєднано до новопрокладеної Круглоуніверситетської вулиці. Сучасну назву затверджено у 1869 році.

## Пам'ятки історії та архітектури
Будинок № 4 зведений у першій половині XIX століття у стилі класицизму.

## Зображення

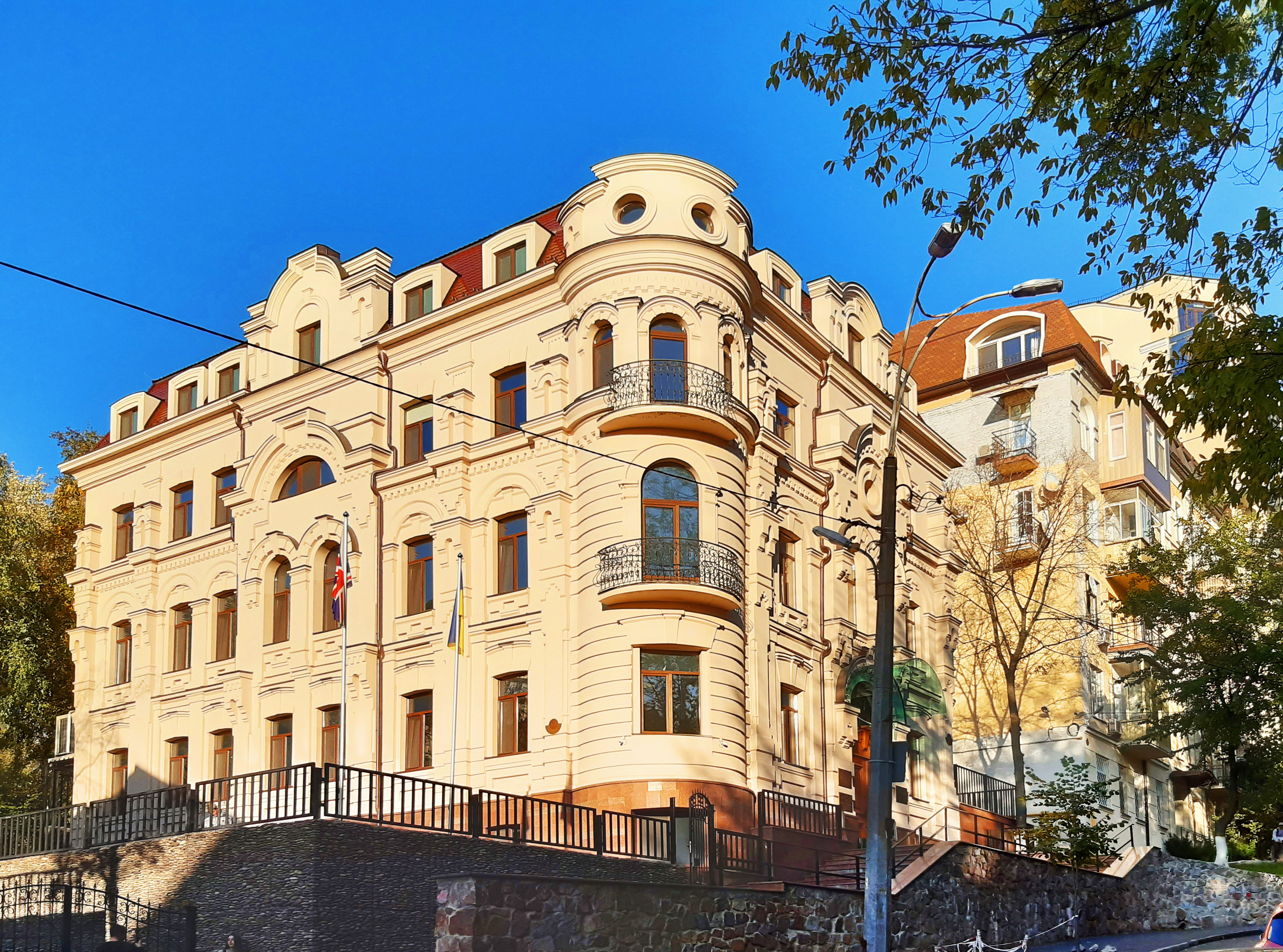
Будинок № 3
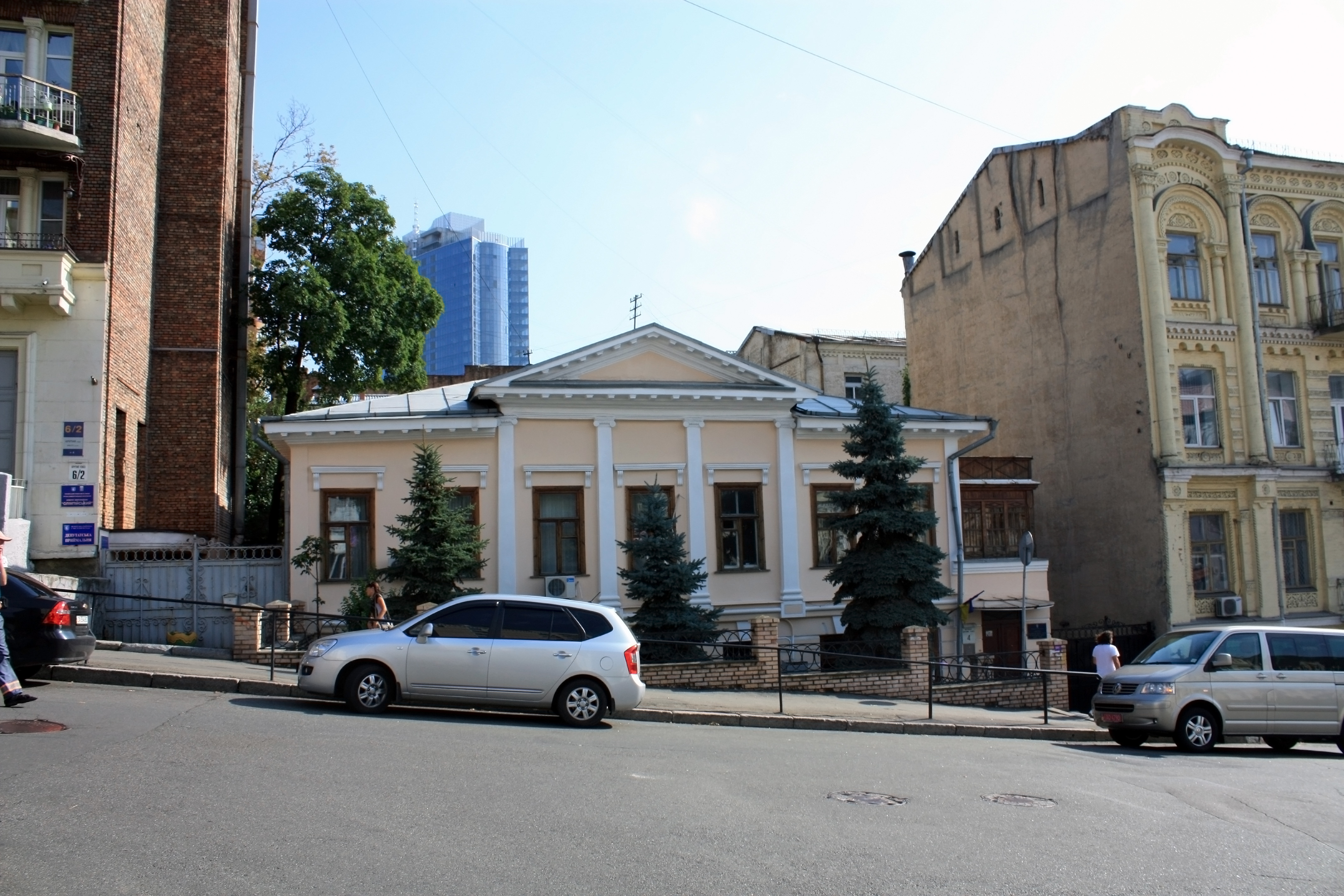
Будинок № 4
Будинок № 6/2